# Tatjana Drubicz
Tatjana Lusjenowna Drubicz (ros. Татья́на Люсье́новна Дру́бич; ur. 7 czerwca 1959 w Moskwie) – radziecka i rosyjska aktorka filmowa.
Pojawiła się w 20 filmach od 1972 roku. W 1974 roku wystąpiła w filmie Zapamiętajmy to lato, który został nagrodzony Srebrnym Niedźwiedziem dla najlepszego reżysera na 25. Międzynarodowym Festiwalu Filmowym w Berlinie. Po ukończeniu studiów w Moskiewskim Instytucie Medyczno-Stomatologicznym pracowała jako lekarka.

## Wybrana filmografia
- 1974: Zapamiętajmy to lato jako Lena Jergolina
- 1987: Dziesięciu Murzynków jako Wiera Clathorn
- 1988: Czarny mnich jako Tania
- 1989: Black Rose Is an Emblem of Sorrow, Red Rose Is an Emblem of Love jako Aleksandra
- 1999: Moskwa jako Olga
- 2004: O miłości jako Jelena Iwanowna Popowa
- 2009: Anna Karenina jako Anna Arkadiewna Karenina

i inne